# Dusona adriaansei
Dusona adriaansei is een vliesvleugelig insect uit de familie van de gewone sluipwespen (Ichneumonidae). De wetenschappelijke naam van de soort is voor het eerst geldig gepubliceerd in 1947 door Herman Teunissen.